# バック・イン・ザ・ワールド
『バック・イン・ザ・ワールド』（Back In The World）は、2003年に発表されたポール・マッカートニーのライブ・アルバム。2002年発表の「バック・イン・ザ・U.S. -ライブ2002」の曲目を一部入れ替えたもので、それ以外はほぼ同内容である。

## 収録曲

### ディスク1
1. ハロー・グッドバイ - "Hello Goodbye"
2. ジェット - "Jet"
3. オール・マイ・ラヴィング - "All My Loving"
4. ゲッティング・ベター - "Getting Better"
5. カミング・アップ  - "Coming Up"
6. レット・ミー・ロール・イット - "Let Me Roll It"
7. ロンリー・ロード - "Lonely Road"
8. ドライヴィング・レイン - "Driving Rain"
9. ユア・ラヴィング・フレイム - "Your Loving Flame"
10. ブラックバード - "Blackbird"
11. エヴリナイト - "Every Night"
12. 恋を抱きしめよう - "We Can Work It Out"
13. マザー・ネイチャーズ・サン - "Mother Nature's Son"
14. キャリー・ザット・ウェイト - "Carry That Weight"
15. フール・オン・ザ・ヒル - "The Fool On The Hill"
16. ヒア・トゥデイ - "Here Today"
17. サムシング - "Something"

### ディスク2
1. エリナー・リグビー - "Eleanor Rigby"
2. ヒア・ゼア・アンド・エヴリホエア - "Here, There And Everywhere"
3. カリコ・スカイズ - "Callico Skies"
4. ミッシェル - "Michelle"
5. バンド・オン・ザ・ラン - "Band On The Run"
6. バック・イン・ザ・U.S.S.R. - "Back In The U.S.S.R."
7. メイビー・アイム・アメイズド - "Maybe I'm Amazed"
8. 幸せのノック - "Let'Em In"
9. マイ・ラヴ - "My Love"
10. シーズ・リーヴィング・ホーム - "She's Leaving Home"
11. キャント・バイ・ミー・ラヴ - "Can't Buy Me Love"
12. 007 死ぬのは奴らだ - "Live And Let Die"
13. レット・イット・ビー - "Let It Be"
14. ヘイ・ジュード - "Hey Jude" (live at mexico city/ new version)
15. ザ・ロング・アンド・ワインディング・ロード - "The Long And Winding Road"
16. レディ・マドンナ - "Lady Madonna"
17. アイ・ソー・ハー・スタンディング・ゼア - "I Saw Her Standing There"
18. イエスタデイ - "Yesterday"
19. サージェント・ペパー〜ジ・エンド - "Sgt. Pepper/The End"